# Estadio Humenné
El Štadión Humenné es un estadio multiusos utilizado principalmente para partidos de fútbol ubicado en la ciudad de Humenné en Eslovaquia y que actualmente es la sede del FK Humenné.

## Historia
El estadio fue inaugurado en 1974 con el nombre Chemlon Stadion con capacidad para 10 000 espectadores. La reconstrucción del estadio inició en 2016 y su capacidad bajó a 1,806, además de que su nombre cambió por el actual. El costo estimado de la remodelación ascendió a €2.1 millones, de los cuales €750.000 vinieron de parte del gobierno de Robert Fico.
El estadio fue sede del ŠK Futura Humenné desde 1974 hasta la desaparición del club en 2015.